# Fundação Gapminder

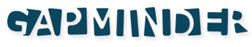
Logotipo

A Fundação Gapminder é uma empresa sem fins lucrativos registrada em Estocolmo, Suécia, que promove o desenvolvimento global sustentável e a realização dos Objetivos de Desenvolvimento do Milênio das Nações Unidas, aumentando o uso e a compreensão de estatísticas e outras informações sobre o desenvolvimento social, econômico e ambiental a nível local, nacional e níveis globais.
A Gapminder foi fundada em 2005 por Ola Rosling, Anna Rosling Rönnlund e Hans Rosling. O nome Gapminder foi derivado das mensagens de aviso "Mind the Gap" no metrô de Londres.

## Resumo
A Fundação desenvolveu inicialmente o software Trendalyzer, que produziu o agora famoso gráfico de bolhas animado. Este software foi adquirido pelo Google em março de 2006. A equipe de desenvolvedores do Gapminder ingressou no Google em abril de 2007. Em 2010, Anna Rosling Rönnlund e Ola Rosling deixaram o Google e retornaram ao Gapminder com o objetivo de desenvolver material didático gratuito.
A versão atual do Trendalyzer é o Gapminder World, um serviço da web que exibe séries temporais de estatísticas de desenvolvimento para todos os países e muitas regiões subnacionais. O Gapminder World usa "Google Motion Charts" para alimentar seus gráficos.
O atual presidente da fundação é Ola Rosling. Anna Rosling Rönnlund é a vice-presidente da fundação.

## Projetos
A Fundação Gapminder produziu uma série de outros projetos, incluindo:
- World Income Distribution, uma exibição interativa de estatísticas sobre a distribuição de renda familiar para Bangladesh, Brasil, China, Índia, Indonésia, Japão, Nigéria, Paquistão e EUA e o mundo como um todo em cada ano de 1970 a 1998.
- Dollar Street, uma exibição interativa do mundo como uma rua. O número da rua é a renda diária por pessoa na família. Todas as pessoas do mundo vivem na Dollar Street. Os mais pobres vivem na extremidade esquerda e os mais ricos na extremidade direita. Todas as outras pessoas vivem em uma escala contínua de renda diária.
- Human Development Trends 2003, uma apresentação Flash temática linear desenvolvida com o Programa das Nações Unidas para o Desenvolvimento (PNUD) para o lançamento do Relatório de Desenvolvimento Humano 200.
- World Health Chart 2001, uma exibição de 50 a 100 anos de desenvolvimento da saúde para todos os países do mundo com séries temporais para 35 indicadores fornecidos pela Organização Mundial da Saúde.

## Declaração de missão
A missão declarada de Gapminder é 'Combater a ignorância devastadora com visões de mundo baseadas em fatos que todos podem entender.'
O objetivo da Fundação será alcançado através de: 
1. uso e desenvolvimento de tecnologia da informação para visualização facilmente compreensível de estatísticas e outras informações;
2. apropriação, proteção e livre disseminação dos resultados do desenvolvimento;
3. utilizar, em conjunto com diversos parceiros, os resultados do desenvolvimento econômico com vista a tornar as estatísticas e outras informações sobre o desenvolvimento acessíveis e compreensíveis para amplos grupos de utilizadores através da Internet e outros meios de comunicação.